# Tlahuelilpan (kommun)
Tlahuelilpan är en kommun i Mexiko.   Den ligger i delstaten Hidalgo, i den sydöstra delen av landet, 80 km norr om huvudstaden Mexico City. Antalet invånare är 17 153.
Följande samhällen finns i Tlahuelilpan:
- Tlahuelilpan
- Munitepec de Madero
- El Salitre
- Ejido Media Luna